# Ворзогори
Ворзогори (рос. Ворзогоры) — присілок в Онезькому районі Архангельської області Російської Федерації.
Населення становить 116 осіб. Входить до складу муніципального утворення Нименьгське поселення.

## Історія
Від 2004 року входить до складу муніципального утворення Нименьгське поселення.

## Населення
| 1716 | 1791 | 1915  | 1917  | 1920 | 1926  | 1939 |
| ---- | ---- | ----- | ----- | ---- | ----- | ---- |
| 76   | ↗253 | ↗1299 | ↘1077 | ↘983 | ↗1043 | ↘538 |
| 1949 | 1995 | 1996  | 2002  | 2004 | 2009  | 2010 |
| ↘389 | ↘153 | ↗155  | ↘129  | ↘127 | ↘107  | ↗110 |
| 2012 |      |       |       |      |       |      |
| ↗116 |      |       |       |      |       |      |